# Chenôve
Chenôve [ʃənov] ist eine französische Gemeinde mit 14.299 Einwohnern (Stand 1. Januar 2022) im Département Côte-d’Or in der Region Bourgogne-Franche-Comté.

## Geografie

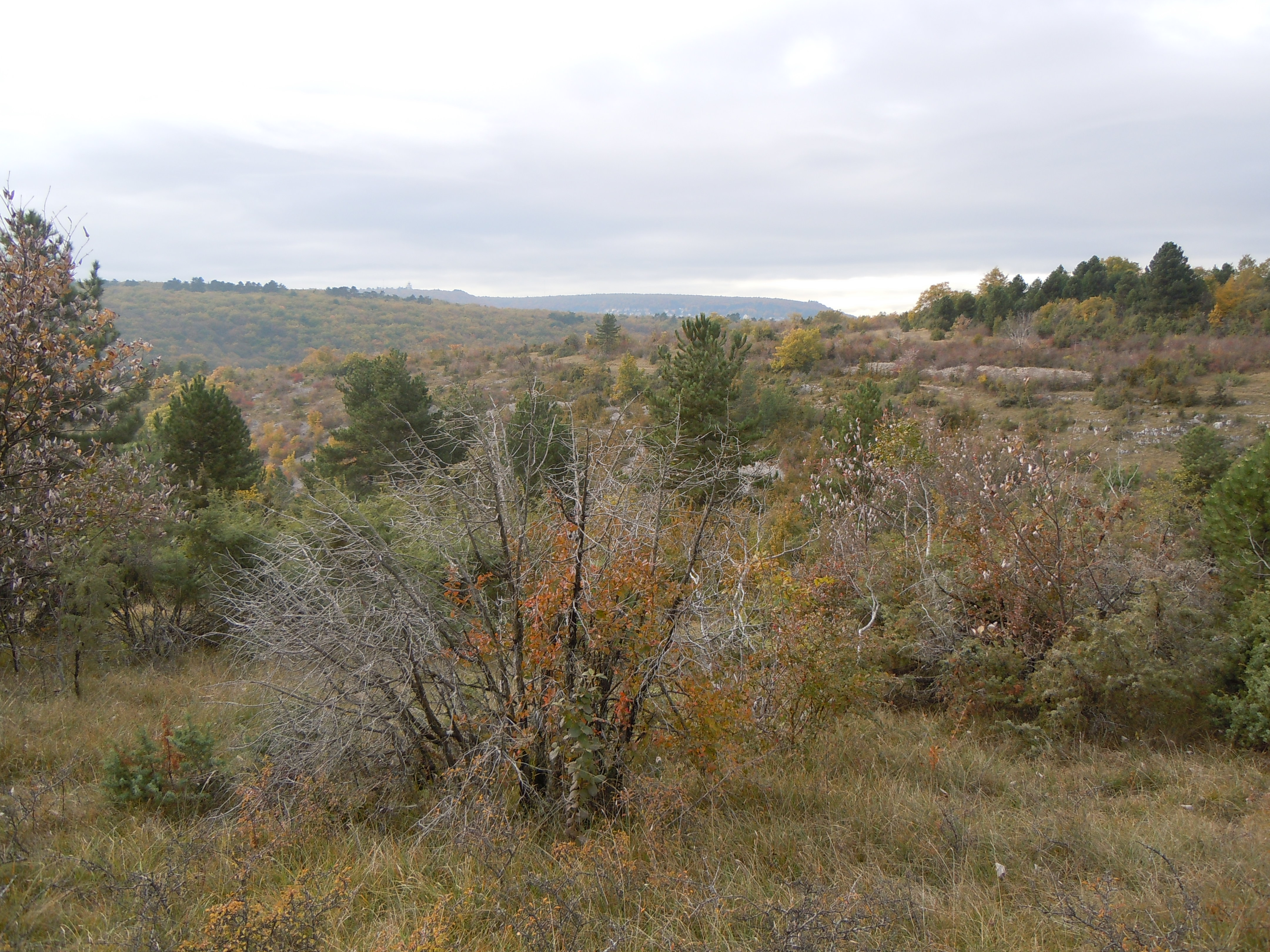
Landschaft bei Chenôve

Seit dem 1. Januar 2000 gehört der Vorort von Dijon zum Gemeindeverband Dijon Métropole. Chenôve ist die drittbevölkerungsreichste Gemeinde im Département Côte-d’Or.

## Geschichte

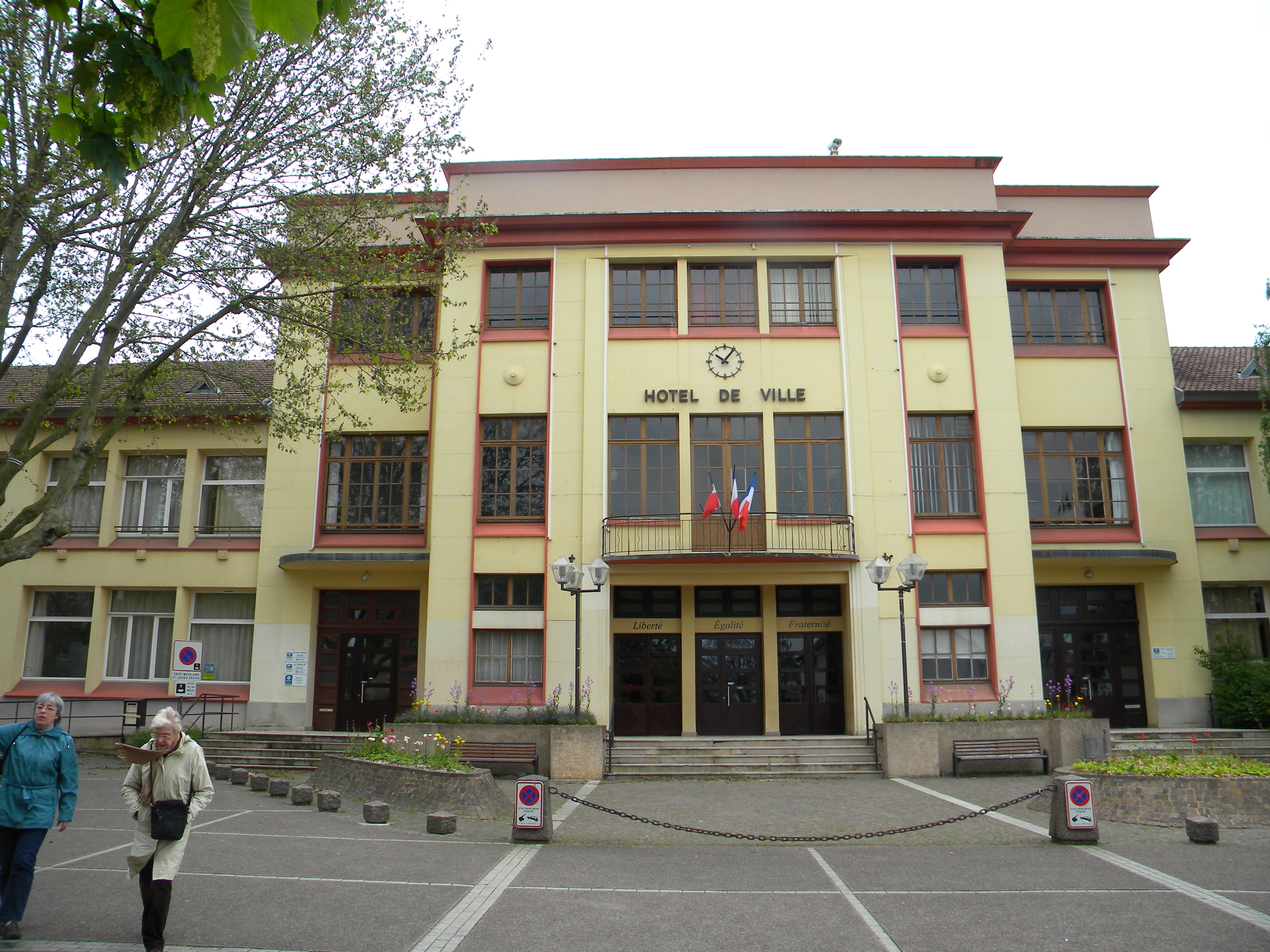
Hôtel de ville (Rathaus)

Chenôve ist eines der ältesten Dörfer der Côte-d’Or. Die Name verweist auf den Anbau von Hanf (französisch chanvre) in der Antike. In seinem Testament von 653 schenkte Leodegar von Autun das Dorf der Abtei Saint-Maixent. Die Schenkung wurde 1132 von Papst Innozenz II. bestätigt.
Ab dem 10. Jahrhundert ist der Anbau von Wein in Chenôve erwähnt, ab 1228 das Weingut der Herzöge von Burgund (Clos des Ducs). Der Aufbau der ersten herzöglichen Weinpresse wurde 1238 von Alix von Vergy initiiert. Zwischen 1404 und 1407 wurden die Pressen erneuert. Nach dem Tod Karl der Karls des Kühnen im Jahr 1477 wurde das Weingut vom französischen König Ludwig XI. in Besitz genommen (Clos du Roy). Dieses Weingut gilt als das älteste heute noch arbeitende im Burgund. Es stammt, wie seine noch existierende Weinpresse, aus dem 14. Jahrhundert.
Ab dem 20. Jahrhundert entstanden Industrieanlagen im Süden des Weindorfs. Insbesondere der Ausbau der Eisenbahn ließ nach dem Ersten Weltkrieg viele Arbeitsplätze entstehen. Chenôve erlebte einen rasanten Anstieg der Bevölkerungszahlen.
Während des Zweiten Weltkriegs gab es in Chenôve organisierten Widerstand gegen die deutsche Besetzung. 1944 war der Ort von Luftangriffen betroffen, am 11. September 1944 wurde er von den Alliierten befreit. Der starke Bevölkerungsanstieg ab den 1950er Jahren führte zu einer Wohnungsnot, die mit dem Bau neuer Wohnungen abgewendet werden konnte. 1973 wurde das Baukonzept weitgehend abgeschlossen.

## Kultur und Sehenswürdigkeiten
- Place Anne Laprévote mit der Kirche Saint-Nazaire (13. Jahrhundert)
- Naturbelassenes Plateau mit Sicht auf den Ort und die Umgebung
- Weinhänge der Route des Grands Crus[3]
- Weinpresse der Herzöge von Burgund Weinpresse der Herzöge von Burgund

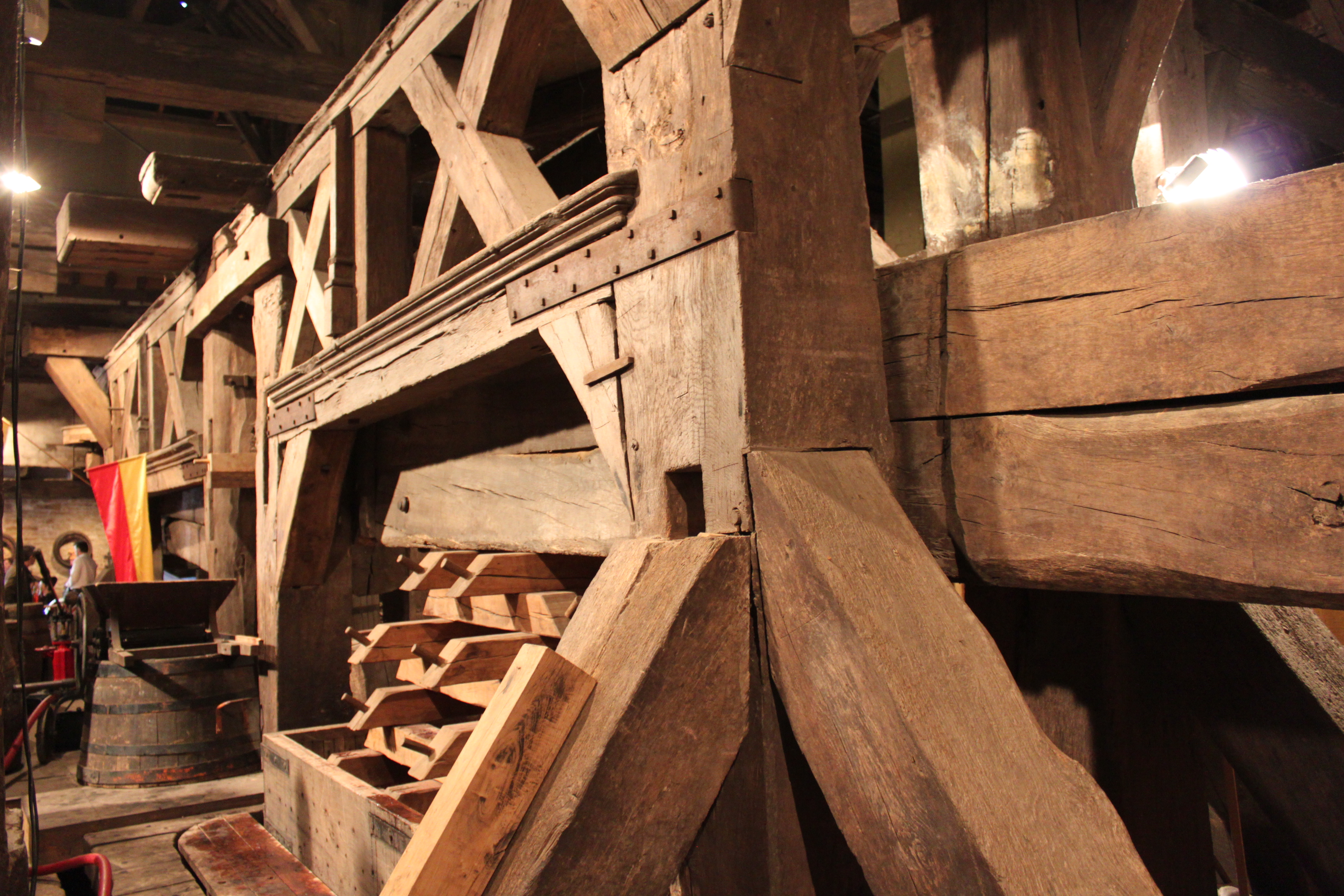
Weinpresse der Herzöge von Burgund

- Parkanlage beim Clos du Roy mit zoologischem Garten. Landwirtschaftliche Umgebung des Clos du Roy vor der Kirche Saint-Nazaire

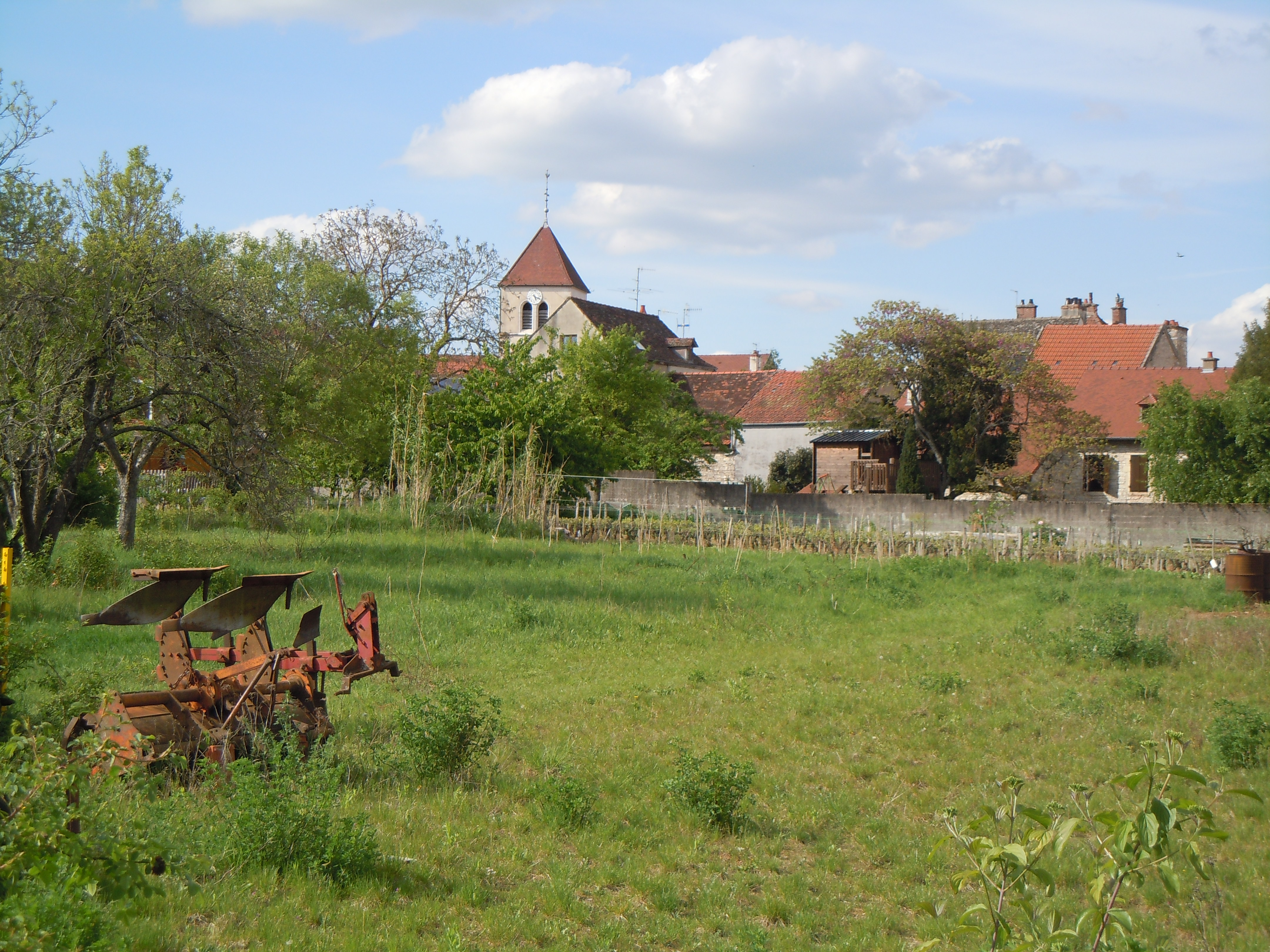
Landwirtschaftliche Umgebung des Clos du Roy vor der Kirche Saint-Nazaire

- Konzerthalle Le Cèdre

## Städtepartnerschaften
Seit 1975 pflegt Chenôve mit der rheinland-pfälzischen Gemeinde Limburgerhof eine Städtepartnerschaft.

## Bevölkerungsentwicklung
| Jahr                       | 1962 | 1968   | 1975   | 1982   | 1990   | 1999   | 2007   | 2016   | 2019   |
| Einwohner                  | 5517 | 17.155 | 21.449 | 19.389 | 17.721 | 16.257 | 14.841 | 13.802 | 14.025 |
| Quellen: Cassini und INSEE |      |        |        |        |        |        |        |        |        |

## Persönlichkeiten
- Jean-Jean Cornu (* 1819; † 1876), Maler und Illustrator
- Mark Karpelès (* 1985), Unternehmer

## Wein
Die Weinproduktion von Chenôve ist Teil der Appellation d’Origine Contrôlée (AOC) Marsannay.